# Мудрівці
Мудровце (словац. Mudrovce) — село в окрузі Кошиці-околиця Кошицького краю Словаччини. Площа села 5,89 км². Станом на 31 грудня 2016 року в селі проживало 70 жителів.

## Історія
Перші згадки про село датуються 1406 роком.

## Населення
| Рік:            | 1994. | 2004.   | 2014. | 2024.    |
| --------------- | ----- | ------- | ----- | -------- |
| Кількість осіб: | 75    | 80      | 76    | 64       |
| Різниця:        |       | +6,66 % | -5 %  | -15,78 % |

| Рік:            | 2023. | 2024.   |
| --------------- | ----- | ------- |
| Кількість осіб: | 62    | 64      |
| Різниця:        |       | +3,22 % |